# Calendario reale
Il Calendario reale è stato un periodico del Regno d'Italia, a cadenza annuale, pubblicato ininterrottamente dal 1861 al 1943. Era l'annuario statistico-diplomatico ufficiale della casa reale d'Italia, assolveva a funzioni simili a quelle del Gotha.

## Storia
Il Calendario del Regno d'Italia rappresentava, di fatto, la prosecuzione del Calendario di corte del Regno di Sardegna, uscito per la prima volta nel 1823, e pubblicato, a cadenza annuale ma non sempre regolare, fino al 1859, con la variante di titolo in Calendario reale del Regno di Sardegna.
La prima uscita del 1861, con la nuova denominazione e per i tipi Ceresole e Panizza, era, dunque, la logica conseguenza dell'Unità e della connessa esigenza di pubblicizzare la gerarchia della casa regnante Savoia e delle nuove cariche, all'interno dell'ordinamento regolato sia dalle leggi dinastiche sia dallo Statuto Albertino.
Nel corso di 82 anni di storia, in cui sono rimasti invariati il carattere e la cadenza del periodico, sono spesso cambiate le tipografie, scelta anche, in parte, condizionata dalla designazione della residenza reale, ovvero della capitale. In particolare, dalla prima edizione “targata” Ceresole e Panizza si è passati, dal 1874, alla tipografia reale di Vittorio Bona, così come dalla parentesi della tipografia Bencini dal 1889 al "lungo periodo" dell'Unione Cooperativa Editrice dal 1894, per concludersi con le edizioni del Ministero della Casa reale dal 1941.
Per quanto riguarda le dimensioni tipografiche del Calendario, agli iniziali 13 centimetri si è passati, dal 1885, ai 17 centimetri, misura questa che sarebbe rimasta costante, al contrario del numero, variabile, dell'impaginazione. In tal senso, la differenza tra l'una e l'altra edizione è stata anche di oltre 300 pagine, se si considera il minimo di 280 registrato per l'edizione del 1941 e il massimo di 614 con l'edizione Bona del 1886.

## Struttura
Il volume era sempre aperto dal calendario. Mentre la suddivisione del testo era, originariamente, suddivisa in sei parti, secondo la seguente strutturazione:
- Parte I
  - Serie cronologica dei sovrani della "Real casa di Savoia";
  - Sovrani e principi;
  - Cardinali.
- Parte II
  - Stato della casa del re;
  - Casa e corte dei principi di Piemonte;
  - Casa e corte dei duchi d'Aosta;
  - Altre case;
  - Corti antiche;
- Parte III
  - Consulta araldica;
  - Serie degli ordini conferiti ai sovrani europei;
  - Ordine Supremo della Santissima Annunziata;
  - Ordine dei Santi Maurizio e Lazzaro;
  - Ordine Militare di Savoia;
  - Ordine Civile di Savoia;
  - Ordine della Corona d'Italia.
- Parte IV
  - Grandi ufficiali dello Stato;
  - Parlamento nazionale;
  - Ministeri;
  - Arcivescovi e vescovi del Regno;
  - Esercito;
  - Armata navale;
  - Prefetti del Regno.
- Parte V
  - Consiglio del contenzioso diplomatico;
  - Agenti diplomatici del re all'estero;
  - Ministri delle corti estere presso il re;
  - Consolati del re negli Stati esteri;
- Parte VI
  - Annuario contenente gli alti funzionari civili, militari e di corte degli stati europei.

A partire dal 1879, la VI venne eliminata, fondendone in parte i contenuti all'interno delle altre sezioni. Questa ultima strutturazione, fatta eccezione per sporadici cambiamenti intervenuti nella denominazione di alcune voci, si è mantenuta anche nelle edizioni novecentesche.
Nel 2015 la Ettore Gallelli-edizioni, ha rilevato i diritti d'autore del Calendario Reale, con formale registrazione presso l'ufficio pubblico generale delle opere protette dalla legge sul diritto d’autore (art. 103 L. 633/1941), dipendente dal Ministero per i Beni e Attività Culturali, acquisendo quindi tutti i diritti editoriali in esclusiva.
La nuova serie ha la medesima veste grafica blu dell'ultima edizione, curata dall'ufficio araldico del Re d'Italia. Anche internamente la pubblicazione riporta le medesime sezioni delle edizioni storiche, includendo però anche l'elenco delle famiglie nobili italiane, motivo per il quale l'opera è giunta ad avere oggi 1748 pagine. Il Calendario Reale edito dalla Ettore Gallelli -edizioni con cadenza annuale, è inoltre aggiornato dalla Consulta Araldica dell'Unione della Nobiltà d'Italia, che vaglia i documenti storici delle famiglie che chiedono l'inserimento nell'opera.